# Eugraptoblemma rosealis
Eugraptoblemma rosealis är en fjärilsart som beskrevs av George Francis Hampson 1896. Eugraptoblemma rosealis ingår i släktet Eugraptoblemma och familjen nattflyn. Inga underarter finns listade i Catalogue of Life.